# Aprionus congenericus
Aprionus congenericus är en tvåvingeart som beskrevs av Boris Mamaev 1999. Aprionus congenericus ingår i släktet Aprionus och familjen gallmyggor. Inga underarter finns listade i Catalogue of Life.